# Josep Carreras i Barnés
Josep Carreras i Barnés (Palamós, Baix Empordà, 9 de març de 1943 - Barcelona, 18 d'abril de 2014) va ser un bioquímic català.

## Biografia
El 1959 es traslladà a Barcelona per a estudiar Medicina, i el 1965 se'n llicencià a la Universitat de Barcelona. Després de fer la seva tesi doctoral sobre la separació cromatogràfica dels pigments biliars, de 1969 a 1971 amplià estudis amb Santiago Grisolía García al Departament de Fisiologia i Biologia Molecular de la Kansas University Medical Center (Kansas City) i el 1974 va treballar al Saint Mary's Medical Hospital de Londres.
El 1975 guanyà la càtedra de Bioquímica de la Facultat de Medicina de la Universitat d'Extremadura i el 1976 va assolir la càtedra de bioquímica i biologia molecular de la Facultat de Medicina de la Universitat de Barcelona, de la qual n'esdevingué degà el 1982. El 1985 fou nomenat president de la Societat Catalana de Biologia i el 2006 ingressà a la Reial Acadèmia de Medicina de Barcelona. També ha col·laborat en el Diccionari Enciclopèdic de Medicina de la Gran Enciclopèdia Catalana.
Ha treballat principalment en el camp de l'enzimologia i metabolisme dels fosfoglicerats i la glucosa 1-6 difosfat, així com la carbamilació de les proteïnes i els efectes del cianat i el mercuri. El 1991 va rebre la Medalla Narcís Monturiol al mèrit científic de la Generalitat de Catalunya per la seva tasca científica centrada en l'estudi de l'enzimologia i regulació del metabolisme dels glúcids. El 2007 també va rebre el premi Jaume Vicens i Vives a la qualitat docent universitària.

## Obres
- Influencias de los iones salinos sobre el fraccionamiento cromatográfico de la bilirrubina (1969)
- August Pi i Sunyer: semblança biogràfica (IEC, 1998) ISBN 8472834050
- El Debat sobre les competències a l'ensenyament universitari (ICE, UB, 2005) ISBN 8488795874